# Waterloo
Waterloo je mesto in občina v belgijski provinci Walloon Brabant.
1. januarja 2005 je Waterloo štel 29.230 prebivalcev. Površina občine je znašala 21.03 km², iz česar sledi gostota prebivalstva 1.390,04/km². 

## Notranje povezave
- Bitka pri Waterlooju
- Napoleon Bonaparte
- Waterloo (skladba) skupine ABBA